# 提姆·哈德森
提摩西·亞當·哈德森（英語：Timothy Adam Hudson，1975年7月14日—），為美國職棒大聯盟的投手，生涯曾效力過運動家、勇士與巨人等隊。他在2014年曾隨巨人隊擊敗皇家隊奪冠。
哈德森生涯入選4次明星賽，17年職棒生涯的前15年從來沒有一次單季勝率低於5成。
2015年7月26日，哈德森完成面對大聯盟每支球隊都拿下勝投的成就，為大聯盟史上第15人。大聯盟歷史上只有21位投手在勝率超過6成的情況下，還能投出200勝和2000次三振，而哈德森便是其中一位。

## 職業生涯

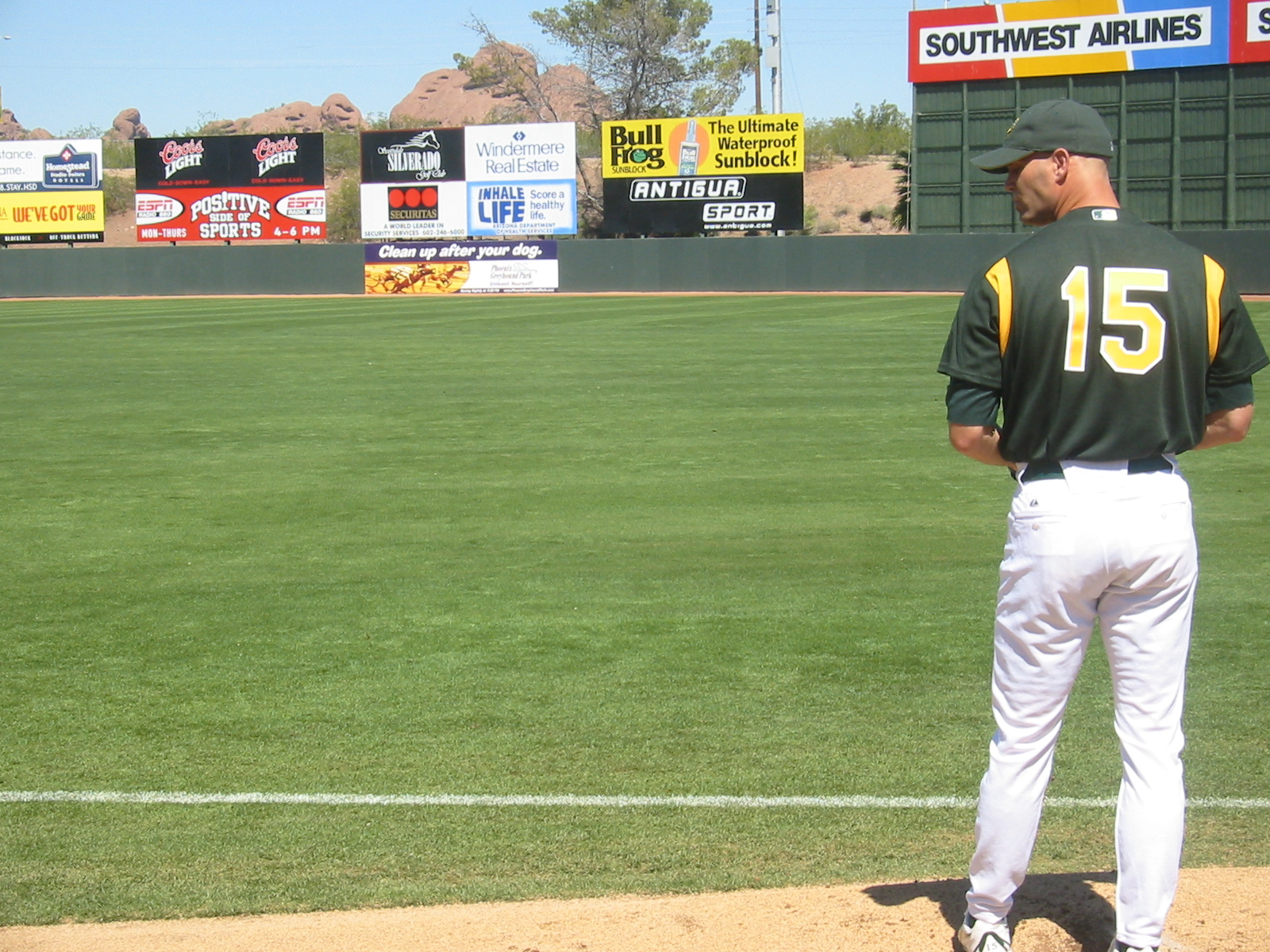
哈德森，隨奧克蘭運動隊伍，參加2004年春訓

### 奧克蘭運動家
哈德森分別在1994年和1997年投身選秀，兩次都被運動家選中。而他在第二次選秀決定簽約，並在1999年6月8日登上大聯盟。6月13日，他先發主投7局僅失1分拿下大聯盟首勝。
哈德森在菜鳥年拿下11勝2敗，在美聯新人王票選拿下第5名。當時他和馬克·穆爾德與貝瑞·齊托組成了運動家的三巨投。2000年，哈德森投出生涯新高的20勝，防禦率4.14。他不僅拿下美聯勝投王，還在賽揚獎票選上拿下第二名。2001年，哈德森拿下18勝9敗。隔年他拿下15勝9敗，2003年拿下16勝7敗，防禦率2.70為生涯新低。2004年，哈德森因為受傷，只拿下12勝6敗。

### 亞特蘭大勇士
球季結束後，運動家將哈德森交易到勇士，換來Charles Thomas、Dan Meyer及Juan Cruz。2005年8月6日，哈德森拿下大聯盟生涯第100勝。2006年1月，他代表美國隊參加第一屆的經典賽。
不過2006年哈德森投出一個糟糕的賽季，他吞下生涯新高的12敗，防禦率高達4.86。2007年，哈德森觸底反彈。整季他拿下16勝10敗，期間還一度拿下9連勝。4月25日，他更是單場投出生涯新高的13次三振。
2004年至2007年間，國聯共有7名投手每年都能穩定拿下12勝以上，而哈德森便是其中一位。
2008年8月2日，哈德森進行湯米約翰手術，導致剩餘球季報銷。2009年，哈德森依舊缺席整個上半季。他一直在小聯盟進行復健賽，9月1日才成功重返大聯盟。
2009年11月28日，哈德森和勇士簽下3年2800萬美元的延長合約。2010年8月28日，他再度投出單場13次三振。而他也在2010年獲選國聯東山再起獎。
2011年6月20日，哈德森敲出職業生涯第二轟。同天還投出生涯1600次三振。7月15日，他成為勇士隊史第10000勝的勝利投手。
2012年，哈德森拿下16勝7敗，防禦率3.62。球季結束後，球隊選擇執行哈德森900萬美元的選擇權。
2013年4月30日，哈德森拿下大聯盟生涯200勝，同時他再度擊出全壘打。7月24日，哈德森面對大都會投出4安打完封勝。然而他卻在補防一壘時被跑者Eric Young Jr.踩到腳踝，最後導致球季提前報銷。球季結束後，哈德森成為自由球員。

### 舊金山巨人
2013年11月18日，哈德森和巨人簽下2年2300萬美元的合約。2014年，哈德森寫下連30.2局未送出保送的隊史紀錄。這年他再度入選明星賽，完成職業生涯在每支球隊都有入選明星賽的成就。8月27日，哈德森投出生涯2000次三振。2014年國家聯盟分區賽第二場，哈德森擔任先發。巨人最後鏖戰18局才以2比1險勝國民。2014年世界大賽第7場，哈德森成為大聯盟史上最老的第七戰先發投手。最後球隊4勝3敗擊敗皇家奪冠，哈德森也拿下生涯首冠。哈德森也以39歲之齡成為最老在世界大賽完成初登板的投手。
2015年，哈德森表示這將是他職業生涯最後一個賽季。7月26日，他面對運動家拿下勝投。成為大聯盟史上第15位對大聯盟所有30支球隊都有拿下勝投的人。9月26日，他和前隊友貝瑞·齊托在同場比賽先發競技。而當時身為運動家三巨投之一的Mark Mulder還在觀眾席替兩人喝采。

## 生涯投球數據
| 勝投 | 敗投 | 防禦率 | 出賽場次 | 先發 | 完投 | 完封 | 投球局數 | 安打 | 失分 | 自責分 | 全壘打 | 保送 | 三振 | 暴投 | 觸身球 |
| ---- | ---- | ------ | -------- | ---- | ---- | ---- | -------- | ---- | ---- | ------ | ------ | ---- | ---- | ---- | ------ |
| 222  | 133  | 3.49   | 482      | 479  | 26   | 13   | 3126.2   | 2957 | 1319 | 1213   | 248    | 917  | 2080 | 84   | 124    |

## 個人生活
哈德森目前已婚，並育有兩女一子。而哈德森本人是一名基督徒。
2007年4月29日，哈德森的祖母和他的前大學隊友Josh Hancock都在同天去世。哈德森先在投手丘上寫下祖母的姓名縮寫，並在球衣縫上前隊友姓名的縮寫。他在那場先發主投8局失2分無關勝敗，最終勇士贏球。
2016年，哈德森先後在勇士與巨人的春訓基地擔任指導員。同年他加入福斯體育台擔任短期播報員。2017年，他回到巨人再度擔任春訓指導員，隔年則是到勇士隊擔任相同職位。2020年1月，哈德森成為奧本大學棒球隊的投手教練。

## 外部連結
- 球員資訊和成績在MLB，ESPN，Baseball-Reference，Fangraphs（英文）
- 提姆·哈德森在台灣棒球維基館上的頁面（繁體中文）